# Раденичи
Раденичи (укр. Раденичі) — село в Мостисской городской общине Яворовского района Львовской области Украины.
Население по переписи 2001 года составляло 1170 человек. Занимает площадь 1,72 км². Почтовый индекс — 81372. Телефонный код — 3234.